# Coppa del Mondo maschile di pallavolo 1965
La I Coppa del Mondo di pallavolo maschile si svolse a Łódź, Mielec, Stettino e Varsavia, in Polonia, dal 13 al 19 settembre 1965. Al torneo parteciparono 11 squadre e la vittoria finale andò per la prima volta all'Unione Sovietica.

## Squadre partecipanti
| - Bulgaria - Cecoslovacchia - Francia - Jugoslavia - Germania Est - Giappone | - Paesi Bassi - Polonia - Romania - Ungheria - Unione Sovietica |

## Gironi
| Gruppo A                                  | Gruppo B                                           | Gruppo C                  |
| ----------------------------------------- | -------------------------------------------------- | ------------------------- |
| Francia Polonia Ungheria Unione Sovietica | Cecoslovacchia Germania Est Jugoslavia Paesi Bassi | Bulgaria Giappone Romania |

## Classifica finale
| Classifica | Squadre          |
| ---------- | ---------------- |
|            | Unione Sovietica |
|            | Polonia          |
|            | Cecoslovacchia   |
| 4          | Giappone         |
| 5          | Germania Est     |
| 6          | Romania          |
| 7          | Ungheria         |
| 8          | Jugoslavia       |
| 9          | Bulgaria         |
| 10         | Paesi Bassi      |
| 11         | Francia          |